# Draconarius paratrifasciatus
Draconarius paratrifasciatus är en spindelart som beskrevs av Wang och Jäger 2007. Draconarius paratrifasciatus ingår i släktet Draconarius och familjen mörkerspindlar. Inga underarter finns listade i Catalogue of Life.